# بحث فني
البحث القائم على الفن هو نمطٌ منَ البحثِ النَّوعيِّ الرَّسميِّ الذي يَستَخدمُ العمليّاتِ الفَنِّيَّةِ من أجلِ فِهمِ وتَوضيحِ ذاتيَّةِ التَّجرُبَةِ الإنسانيَّة.
تمَّت صياغَةُ هذا المُصطلحِ لأوَّلِ مرَّةٍ مِن قِبل إليوت إيسنر (1933-2014)، الذي كانَ أستاذًا للفنونِ والتَّعليمِ في كِّليَّةِ الدِّراساتِ العُليا في ستانفورد، وأحدِ العُقولِ الأكاديميَّةِ الرّائِدِة في الولاياتِ المُتَّحِدَة.
استَخدَمَ إيسنر مُصطَلَح «البَحثِ القائِمِ على الفَنّ» كعنوانٍ لِعرضٍ تَقديميٍّ في مُؤتمرٍ عُقدَ في جامعة ستانفورد في عام 1993، وبعد ذلكَ تمَّ تَعريفَ مَفهومِ البَحثِ القائِم على الفنِّ مِن قبلِ شون ماكنيف، أستاذِ علاجاتِ الفنون الإبداعية في كليَّة ليزلي على أنَّهُ: «الاستخدامُ المَنهَجِيُّ للعمليَّةِ الفنِّيَّة، والتَّعبيرُ الفعليُّ عن التَّعبيراتِ الفنِّيَّةِ في جميعِ أشكالِ الفُنونِ المُختَلِفَة، وطريقةً أساسيَّةً لِفهمِ وفحصِ الخِبرَةِ مِن قِبلِ الباحثينَ والأشخاصِ الذينَ يُشاركونَ في دِراساتِهم»، وقد تمَّ تَعريفُهُ لاحقًا على أنَّهُ: «البحثُ الذي يَستَخدمُ الُفنونَ بأوسَعِ مَعانيها؛ لاستكشافِ وفهمِ وتَمثيلِ وحتّى تحدّي عَمَلِ وخبرَةِ الإنسان».
ويتتبَّعُ العديدَ مِن مُمارسي الأبحاثِ الفنِّيَّةِ أصولَ نَهجِهِم في عملِ عالم النَّفسِ ونَظريِّ الفُنونُ الألمانيِّ رودولف أرنهايم، والفيلسوفَةُ الأمريكيةُ سوزان لانجر، وكِلاهُما أوضَحَ استخدامَ التَّجريبِ الفَنِّيِّ والإنتاجِ كَوسيلةٍ لاكتِسابِ وتَوثيقِ المَعرفَةِ حولَ الفنِّ والفنّانِ وجُمهورِه، ممّا يُلهِمُ مَجموعَةً من البَرامِج الأكاديميَّةِ التي سَهَّلَت على الطُّلّابِ في استِخدامِ عمليَّةِ صُنعِ الفنّ، بما في ذلكَ الأداءَ والرَّسمَ والموسيقى وغيرُهُم منَ الوَسائِلِ التي يُمكِنُ مِن خِلالِها فِهمُ طَبيعَةِ التَّجرُبَةِ البَشريَّةِ والتَّعليمِ والتَّعلُّم.
وبالتَّوسُّعِ في أفكارِ آيزنر، طوَّرَ الباحثونَ في كندا تَخصُّصًا أطلقوا عليه اسم "a / r / tography"، وهو شَكلٌ هجينٌ منَ البَحثِ القائِمِ على المُمارَسَةِ في مَجالِ التعليمِ والفُنون، حيثُ يرمُزُ A / R / Tography إلى: (t) صناعة، و (r) الباحث، وهيَ مِنهجيّةٌ شائِعةٌ للفَنّانينَ والمُعلِّمينَ والصُّنّاع؛ حيث تقوم A / R / Tography بِتحويلِ المعلوماتِ والعَلاقاتِ بينَ صِناعَةِ الفنِّ والبَحثِ والنَّظريَّةِ من أجلِ إعلامِ الجُمهورِ حولَ مُختَلَفِ القَضايا، على سبيلِ المِثالِ فقد صرَّحَ الفنانُ الأستراليُّ والمُنظِرَ الفنِّيَ والمُعلِّم غرايم سوليفان أنَّ: «الباحثين المطلعين على الفنون [الرَّسّامين] وما شابَهَهُم، لديُهم اهتمامٌ مُماثِلٌ بالمدارِسِ والمُجتَمَعِ والثَّقافَة، لكنَّ تَركيزَهُم ينصَبُّ على تَطويرٍ مُمارَس، أي بِكونِهم باحثٌ قادِرٌ على البَحثِ التَّخيُّليِّ والثاقِب».
وقد كانَتِ التَّطوُّراتُ الإضافيَّةُ في المَناهِجَ القائِمَةِ على الفُنونِ كوسيلةٍ لتوصيلِ الأفكارِ البَحثيَّةِ المُعقدَةِ مِن مصادِرَ بَحثيَّةٍ مُتنوِّعةٍ أحدَ مكوِّناتِ هذا الابتِكار، ودمجَ مَجالاتِ البَحث القائِمِ على الفُنونِ وبحوثِ تَرجمَةِ المَعرفَةِ في العُلوم الصِّحيَّةِ والعلومِ الاجتماعيَّة، وتمَّ تطويرُ هذا المَجالِ لِترجمةِ المعرفَةِ القائِمةِ على الفُنونِ مِن قِبَلِ ماندي أرشيبالد، الأستاذِ المُساعِدِ والفنّانِ مُتعدِّدِ التَّخصُّصاتِ في جامِعَة مانيتوبا وآخرين.
واليومَ تعملُ البُحوثُ القائِمَةُ على الفَنِ ليسَ فقط في تعليمِ الفُنون، ولكن أيضًا في الرِّعايَة الصِّحيَّة، والاجتِماعيَّة، والسُّلوكيَّةِ العُلوم.